# ミシェル＝シャルル・ル・セーヌ

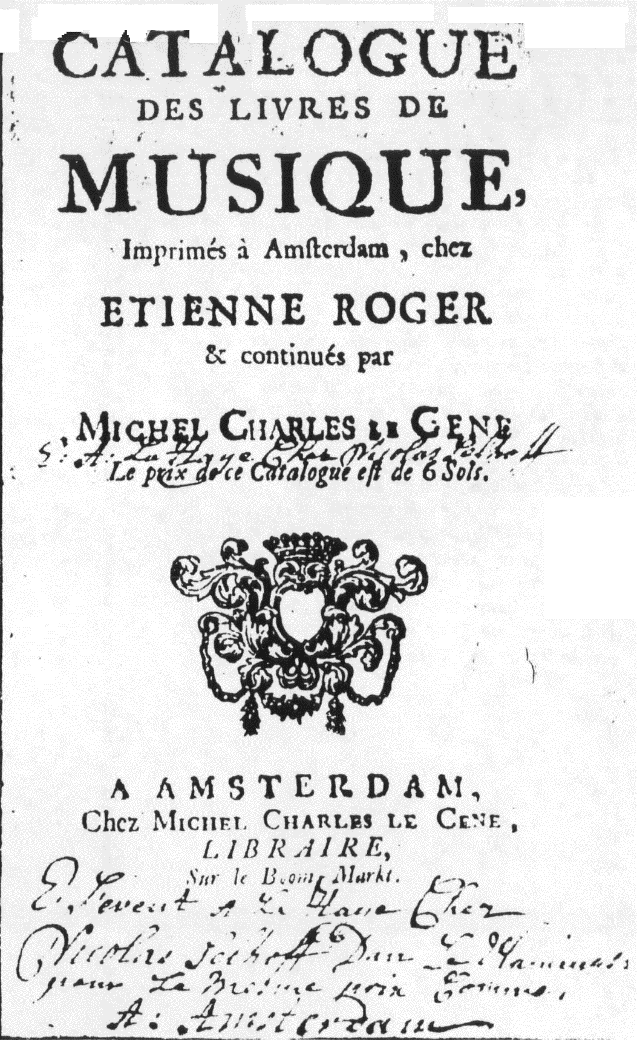
ル・セーヌが発刊した1725年度版の楽譜カタログ。

ミシェル＝シャルル・ル・セーヌ（Michel-Charles Le Cène 1683-84年、オンフルール - 1743年4月29日、アムステルダム）は､オランダを拠点とするフランスのユグノー出身の書籍と楽譜の印刷・出版・販売業者。アントニオ・ヴィヴァルディの『四季』を含む曲集『和声と創意の試み 作品8』を出版したことで知られている。
ミシェル＝シャルル・ル・セーヌは1684年､ノルマンディーのオンフルールに高名なプロテスタントの牧師で神学者のシャルル・ル・セーヌ ( Charles Le Cène 1647?–1703) のもとに生まれる。1685年のナントの勅令の撤回を受けて、父に連れられてロンドンへ渡り、その後ロンドンで1706年から出版業に従事した。1716年にオランダに渡って､アムステルダムの出版社エティエンヌ・ロジェの長女フランソワーズ（ Françoise 1694-1723）と結婚して当地で、出版業に従事し、1720年には組合の会員となって独立し、出版業を営んでいた。
ロジェはル・セーヌに事業を継承させず、1716年から次女のジャンヌ・ロジェに事業を継がせたが、1722年にロジェが死去するとジャンヌも程無くして死去し、ジャンヌが事業を相続させたジェリット・ドリンクマン（Gerrit Drinkman）も程なくしてこの世を去ったため、ル・セーヌはロジェの事業相続権を獲得し、ドリンクマンの未亡人から事業を買い取ってロジェの事業を引き継いだが、妻フランソワーズも1723年に死去した。
ル・セーヌは1743年までに約100点の楽譜の初版を発行し、1724年からはロジェ社のカタログからの再販を「エティエンヌ・ロジェ＆ル・セーヌ」の名義で出版した。
1743年にル・セーヌが死去すると、会社は書籍商のE. J. デ・ラ・コステに買収された。コステはロジェとル・セーヌの出版全集を発行したが出版業務は行わず、ル・セーヌの従業員だったアントワーヌ・シャロ－に会社を売却し、その2年後にル・セーヌ社に事業は終了した。